# Хвилю тримай (альбом)
Хвилю тримай — однойменний дебютний гурту Хвилю тримай.

## Композиції
1. Зима прийшла - 4:08
2. Крихітний світ - 3:48
3. Світанок... - 4:07
4. Літо пройшло... - 3:03
5. Однокласниця - 4:24
6. На півночі вночі - 2:20
7. Холодний день - 4:29
8. Полетим... - 3:07
9. Хей-хай - 3:18
10. Море - 3:16
11. Полетим... (new-mix) - 3:13
12. Полетим... (tek-step-vision) - 3:19